# Terremoto di Sulawesi del 2021
Il terremoto di Sulawesi del 2021 è stata una catastrofe sismica occorsa in Indonesia alle ore 2:28 (ora locale) del 15 gennaio 2021.
Questo terremoto è stato avvertito fino a Makassar e a Palu, le capitali rispettivamente del Sulawesi Meridionale e del Sulawesi Centrale. Diversi edifici sono stati distrutti anche nelle città vicine, compreso un edificio a tre piani a Mamuju. Almeno 81 persone sono morte e altre 820 sono rimaste ferite.